# British International Motor Show

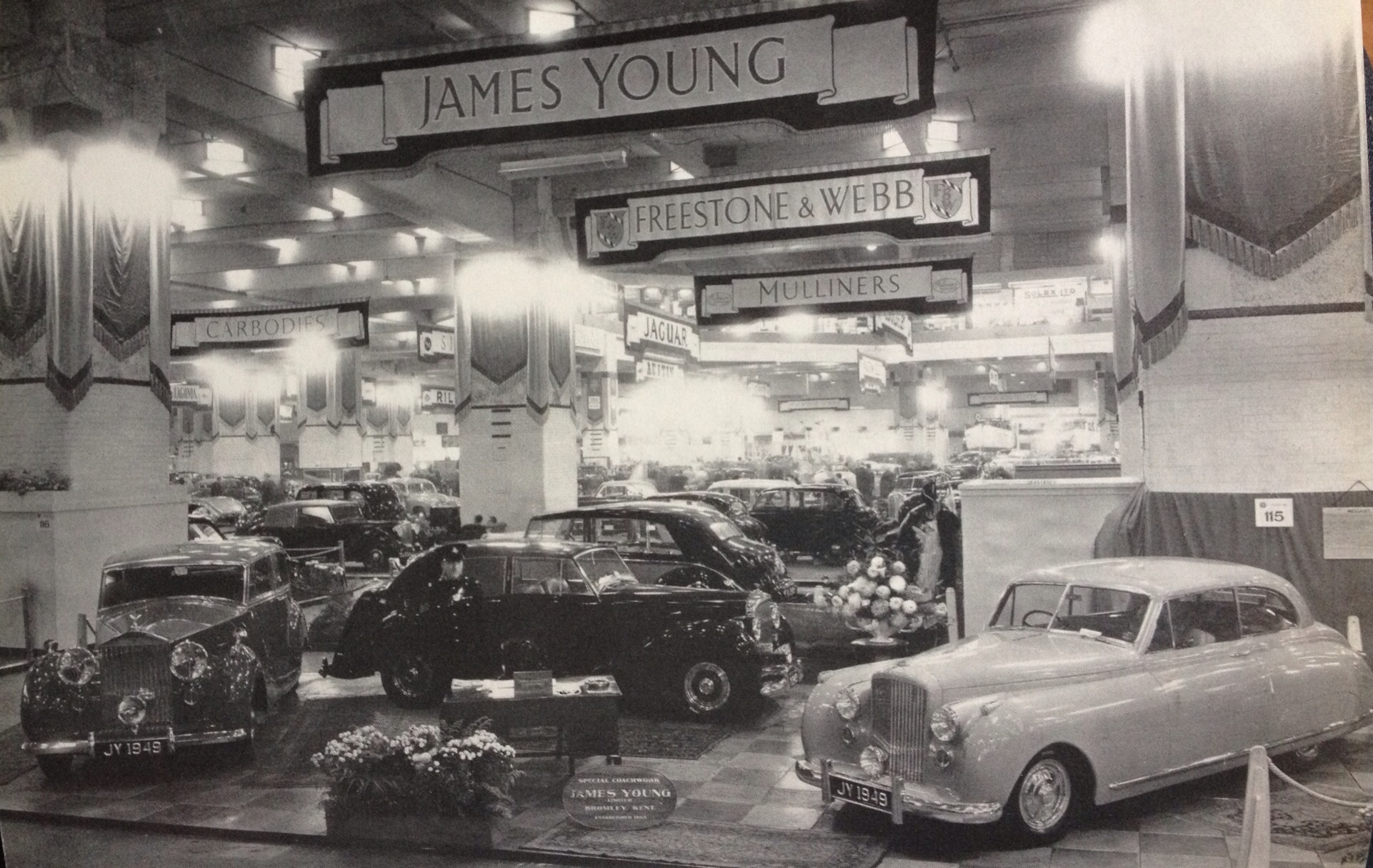
Aussteller auf der Earls Court Motor Show 1948

Die British International Motor Show ist eine Automobilausstellung, die zwischen 1903 und 2008 als Veranstaltung der Organisation Internationale des Constructeurs d’Automobiles regelmäßig stattfand. Ort der Messe war zunächst London, zwischenzeitlich von 1976 bis 2004 Birmingham und ab 2006 wieder London. Für die Jahre 2010 und 2012 wurde die Ausstellung abgesagt. Im Dezember 2014 kündigte Prince Michael of Kent an, dass die Messe als London Motor Show im Mai 2016 im Battersea Park wieder aufgenommen werden solle.

## Geschichte
Die erste Automobilausstellung in Großbritannien fand 1896 als Ausstellung für „Horseless Carriages“, also pferdelose Kutschen, im Imperial Institute in South Kensington statt. Die Veranstaltung wurde vom Motor Car Club of Britain organisiert. 1903 wurde schließlich die erste von der Society of Motor Manufacturers and Traders (SMMT) ausgerichtete British Motor Show im Crystal Palace in London durchgeführt. Von 1905 bis 1936 war das Olympia in London Austragungsort der Motor Show.
Nachdem die British International Motor Show im Jahr 1937 erstmals in Earls Court stattgefunden hatte, musste die Ausstellung ab 1939 während des Zweiten Weltkriegs pausieren. Nach Kriegsende wurde der Messebetrieb wieder aufgenommen und zur Earls Court Motor Show 1948 kamen mehr als 560.000 Besucher. Im Jahr 1976 wechselte der Ausstellungsort und die Veranstaltung wurde bis 2004 im National Exhibition Centre (NEC) in der Nähe von Birmingham durchgeführt. In diese Zeit fällt auch der Rekord von mehr als 900.000 Besuchern im Jahr 1978.
Ab 2006 fand die British International Motor Show wieder alle zwei Jahre in London statt. Nach zwei Veranstaltungen im Exhibition Centre London (ExCeL) wurde die Messe für die Jahre 2010 und 2012 abgesagt. Im Mai 2016 sollte der Messebetrieb nach achtjähriger Pause wieder aufgenommen werden.